# Одесский 10-й уланский полк
10-й уланский Одесский полк — кавалерийский полк Русской императорской армии. С 1875 г. входил в состав 10-й кавалерийской дивизии.
Старшинство — 5 июня 1812. Полковой праздник — 9 мая, перенесение мощей Св. Николая Чудотворца.

## История полка
- 5 июня 1812 года в связи с началом Отечественной войны 1812 был сформирован 3-й Украинский казачий полк. Формирование полка проводил князь Оболенский из крестьян и разночинцев Киевской и Подольской губерний. Сразу же после формирования полк приступил к партизанской войне.

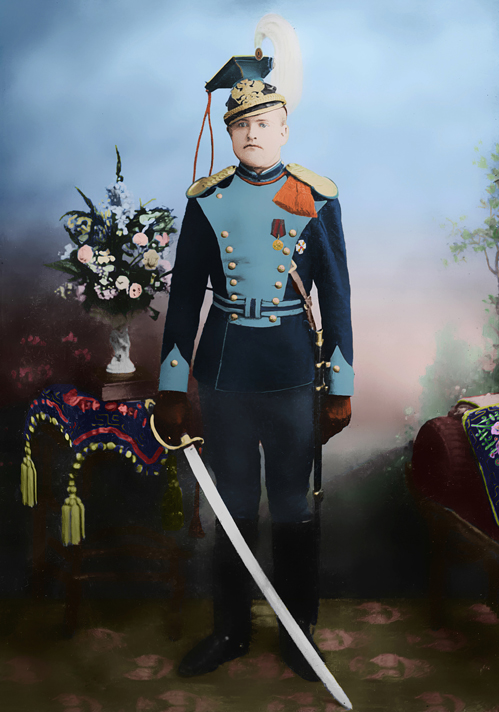
Рядовой 10-го Уланского Одесского полка, 1913 год.

- После изгнания французов из пределов России полк вошёл в корпус генерала Винценгероде и 1 февраля 1813 в битве при Калише захватили 2 франц. б-на с 2 ор. и знаменем. Затем полк принимал участие в сражениях при Вейсенфельсе, Лютцене, Бишофсверде, Бауцене, Рейхенбахе, Кацбахе и Лейпциге, где «с отличным мужеством и неустрашимостью ударил на неприятельскую батарею и, овладев оною, отбил 6 пушек».
- В 1814 году участвовал в блокаде Майнца и взятии Парижа.
- За доблестные действия во время Заграничных походов 1813—1814 полк был переформирован из казачьего полка в уланский полк и назван 3-м Украинским уланским полком.
- 30 августа 1814 полку были пожалованы 20 Серебряных труб.
- 8 октября 1817 из половины полка, путём доукомплектованием полка казаками Бугского казачьего войска, был сформирован 2-й Бугский уланский полк. Другая половина полка поступила на сформирование 1-го Бугского Уланского полка (потом 9-й уланский Бугский полк).
- В 1828—1829 полк участвует в Турецкой войне: переход через р. Прут; обложение и взятие Тульчина; дело под Базарджиком; стычка у Варны, блокирование Варны; сражение при Куртепе; взятие Варны, сражение при Мараше, Шумла.
- С 25 июня 1830 у полка новое название — Одесский Уланский полк.
- В 1831 году одесцы (так называли полк) участвовали в сражении с поляками у Дашева во время подавления польского мятежа.
- С 27 декабря 1843 — Уланский Его Светлости Герцога Нассауского полк.
- За военные действия 1849 в Трансильвании (атака Ротентурмского ущелья; взятие Толмата; сражение при Сегесваре, у Мюленбаха) полк награжден Георгиевским полковым штандартом с надписью «За отличные подвиги при усмиреніи мятежа въ Трансильваніи въ 1849 году».
- С 19 марта 1857 Одесский Уланский полк получает название — Одесский Уланский Его Высочества Герцога Нассауского полк.
- С 6 декабря 1907 полк стал называться — 10-й Уланский Одесский Его Высочества Великого Герцога Люксембургского и Нассауского полк.
- 5 июня 1912 года, в день 100-летнего юбилея, полку был пожалован Георгиевский штандарт с Александровской юбилейной лентой. В декабре этого года, полк стал называться 10-й уланский Одесский полк.
- Во время Первой мировой войны, полк участвовал в стабилизации Румынского фронта. Февральскую революцию 1917 полк воспринял очень негативно. Вместе с корпусом графа Келлера полк даже собирался отправиться в Петроград для наведения порядка.
- 16 апреля 1920 г — эскадрон полка вошел в состав 1-го кавалерийского полка Русской армии Врангеля и сражался в ней, вплоть до эвакуации белых войск из Крыма.

Марш вперёд, голубые уланы!

Раздавайтеся, звуки фанфар!

Гордо вейтесь по ветру, султаны,

Нанесём мы смертельный удар.

Воскресим нашу славу былую,

Славу старых Одесских улан.

За Отчизну, за Веру Святую,

В бой пойдём мы на вражеский стан.

Так по коням, в атаку лихую,

Пусть не дрогнет рука удальцов.

Громче песню споём боевую,

Улыбнутся нам тени отцов.

Так вперёд, голубые уланы!

Раздавайтеся, звуки фанфар!

Гордо вейтесь по ветру, султаны,

Нанесём мы последний удар!

 

## Дислокация
- 1817-ок.1860 — Херсонская губерния - Федоровка (с 1832 переименована в Новую-Одессу) и села вокруг
- 1861-1862 — Херсонская губерния - Новоархангельск
- 1865-1869 — Харьковская губерния - Богодухов
- 1869-1876 — Харьковская губерния - Лебедин
- 1878-1914 — Харьковская губерния - Ахтырка

## Шефы
- 27.12.1843 — 19.11.1905 — герцог Люксембургский и Нассауский Адольф
- 19.11.1905 — 20.02.1912 — великий герцог Люксембургский и Нассауский Вильгельм-Александр

## Командиры
- 17.08.1817 — 22.11.1817 — полковник Деканор, Александр Иванович
- 22.11.1817 — 05.03.1820  — полковник маркиз Дебоассезон, Иосиф Павлович (?-1823)
- 05.03.1820 — 03.11.1828  — подполковник (с 08.08.1820 полковник) Лазич, Кузьма Федорович (1774-п.1838)
- 25.11.1828 — 25.02.1832 — полковник Самойлович, Иван Васильевич
- 25.02.1832 — 01.01.1835 — командующий подполковник Францкевич, Николай Антонович
- 01.01.1835 — 11.06.1844 — полковник (с 08.09.1843 генерал-майор) фон дер Лауниц, Василий Фёдорович
- 11.06.1844 — 20.06.1851 — полковник (с 08.04.1851 генерал-майор) Шевич, Михаил Николаевич
- 20.06.1851 — 08.05.1852[1] — полковник Карабчевский, Платон Михайлович (1811-1852)
- 05.07.1852 — 14.07.1861 — полковник барон фон Раден, Фёдор Карлович (?-п.1874)
- 14.07.1861 — 30.08.1866 — полковник Эттингер, Фёдор Иванович (1814-?)
- 30.08.1866 — 01.07.1867 — полковник Егорьев, Константин Егорьевич
- 01.07.1867 — 09.02.1872 — полковник Броневский, Яков Дмитриевич (1826-?)
- 09.02.1872 — 21.03.1874 — полковник фон Виттен, Фёдор Карлович
- 21.03.1874 — 20.04.1880 — полковник Жданов, Владимир Петрович
- 20.04.1880 — 10.12.1886 — полковник Мерклинг, Николай Иванович (1838-1907)
- 10.12.1886 — 31.08.1891 — полковник Бекман, Владимир Александрович
- 09.10.1891 — 13.12.1891[2] — полковник Барт, Александр Давыдович
- 13.01.1892 — 22.10.1895 — полковник Оводов, Александр Николаевич (1844-м.1909-1913)
- 06.11.1895 — 03.04.1898[3] — полковник барон фон дер Остен-Дризен, Николай Александрович
- 03.05.1898 — 25.01.1902 — полковник Плешков, Михаил Михайлович
- 24.02.1902 — 03.10.1906 — полковник Медведев, Николай Александрович
- 03.10.1906 — 30.08.1912 — полковник Кузьмин-Караваев, Борис Александрович
- 17.09.1912 — 20.11.1915 — полковник (с 21.07.1915 генерал-майор) Данилов, Александр Сергеевич (1862-?)
- 17.12.1915 — 08.10.1917 — полковник Эммануэль, Александр Николаевич (1872-1923)
- 08.10.1917 — после 04.11.1917 — полковник Яковлев, Дмитрий Иванович

## Знаки отличия
- Георгиевский полковой штандарт за военные действия 1849 г., в Трансильвании
- 20 серебряных труб за войну 1812-14 гг.
- Знаки на шапки за польскую войну 1831 г. 1908 г.

### Нагрудный знак
Утвержден - 4.5.1910. Белый эмалевый крест с золотым ободком, лежащий на золотом венке. На концах его золотом изображены вензеля Императоров Александра I и Николая II и юбилейные даты: «1812-1912». В центре герб Одессы (наверху на белом поле черный двуглавый орел, внизу на красном — серебряный якорь).